# Raoul Heide
Raoul Louis Heide, né le 13 octobre 1888 dans le 1er arrondissement de Paris et mort le 4 février 1978 à Sartrouville, est un escrimeur norvégien, ayant pour arme l'épée.
Il remporte la médaille d'or en épée individuelle du Championnat international d'escrime 1922 à Paris. Il participe aussi aux Jeux olympiques d'été de 1924 à Paris et aux Jeux olympiques d'été de 1928 à Amsterdam.